# Bulbophyllum monanthos
Bulbophyllum monanthos là một loài phong lan thuộc chi Bulbophyllum.